# Серебрянское водохранилище (верхнее)
Серебря́нское водохрани́лище (Верхнесеребрянское водохранилище) — водохранилище на Кольском полуострове на реке Воронья. 
Площадь водного зеркала 556 км², объём 4,17 км³, длина 157 км, наибольшая ширина 20 км, средняя глубина 7,5 м. Осуществляет многолетнее регулирование стока, уровень водохранилища колеблется в пределах 6 м. При создании водохранилища было затоплено 220 га сельхозугодий, перенесено 40 строений. Площадь поверхности — 566 км², площадь водосборного бассейна — 9940 км². Ледостав продолжается с ноября по май.
Образовано в 1970—1972 годах плотиной Серебрянской ГЭС-1. 